# Иштадева
Запрос «иштадевата» перенаправляется сюда. Об иштадевате в буддизме ваджраяны, см. статью Идам.
Иштаде́ва, или иштаде́вата (IAST: iṣṭadevatā) — санскритский термин, которым в индуизме называют любимое божество поклоняющегося. Понятие иштадевы имеет особо важное значение для последователей смартизма и традиций бхакти, где верующий выбирает себе ту форму Бога для поклонения, которая наиболее близка его сердцу, которая больше всех вдохновляет его. Последователи традиции смарта выбирают своего иштадеву из числа пяти (шести) основных форм Бога. В монотеистической традиции вайшнавизма, верующий выбирает в качестве своего иштадевы одну из форм или ипостасей Вишну и его аватар (таких как Кришна и Рама). Подобным же образом последователи шактизма выбирают иштадевой одну из ипостасей Деви; а шиваиты — Шивы.
Примером поклонения иштадеве в священных текстах индуизма является Хануман, чьим иштадевой был Рама. Известными примерами из истории Индии могут служить Тулсидас, который также был преданным Рамы, и Мирабай, чьей иштадевой был Кришна.
Поклонение предпочитают совершать на домашнем алтаре, отдельно даже от родственников, изображение божества скрывается.